# Acompañante subestelar

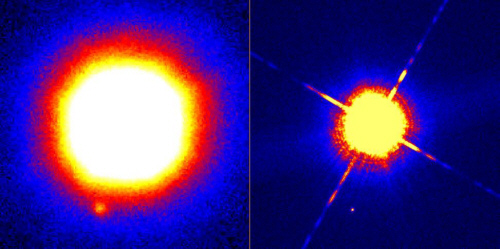
Telescopios terrestres y espaciales han observado Gliese 229 y a su compañero, un objeto de cuya masa posiblemente alcance en 20 y 40 veces la de Júpiter

Acompañante subestelar es un término genérico para designar un cuerpo astronómico que orbita alrededor de una estrella.
Puede describir un cuerpo celeste demasiado pequeño para ser una estrella, pero a la vez demasiado grande para llamarlo planeta. Alternativamente, es un objeto subestelar (como un planeta extrasolar o una enana marrón) que está orbitando una estrella. Objetos de masas comparativamente pequeñas (comprendidas entre 8 y 23 veces la de Júpiter) han sido denominados acompañantes subestelares.
Los objetos que orbitan alrededor de una estrella a menudo se consideran un planeta cuando su masa está por debajo de 13 masas jovianas y una enana marrón cuando se halla por encima de este valor. Los acompañantes cuya masa está próxima a esa línea limítrofe entre planeta y enana marrón han sido denominados superjúpiter, a imagen del cuerpo que orbita alrededor de la estrella Kappa Andromedae. Sin embargo, se tiene que en otros casos objetos tan pequeños como 8 masas de Júpiter han sido denominados como enana marrón.
Se cree que existe un acompañante subestelar en el sistema estelar binario SDSS 1212. Se han confirmado varios acompañantes subestelares al analizar los datos astrométricos del catálogo Hipparcos.